# マタ逢ウ日マデ2010〜冨田流〜
「マタ逢ウ日マデ2010〜冨田流〜」（マタあウひマデ2010 とみたりゅう）は、RIP SLYMEの17枚目のシングル。2010年6月30日発売。

## 概要
前作「STAIRS」から約1年4か月ぶりのシングルである。初回盤は、スーパーピクチャーレーベル＆蓄光ジャケット仕様。

## 収録曲
1. マタ逢ウ日マデ2010〜冨田流〜 (04:20)
（作詞 : RYO-Z, ILMARI, PES, SU 作曲 : Tomoyuki Tanaka(Fantastic Plastic Machine)/DJ FUMIYA 編曲 : Keiichi Tomita）
メジャーデビューシングル「STEPPER'S DELIGHT」発売前に、インディーズで最後に発売されたシングル「マタ逢ウ日マデ」をリメイクした曲である。当時は田中知之、DJ FUMIYAとで作曲されたが、本作はそれを元に冨田恵一が編曲している。
2. トゥナイト (05:25)
（作詞 : RYO-Z, ILMARI, PES, SU 作曲 : DJ FUMIYA）

## 収録アルバム
ベスト
- 『GOOD TIMES』 (Disc 2 「MODERN TIMES 2007-2010」 #15)